# Sigrun Gunnarsdóttir
Sigrun Gunnarsdóttir Niclasen (* 9. März 1950 in Eiði, Färöer) ist eine färöische Malerin.
Sigrun Gunnarsdóttir ist eine Enkelin des ersten färöischen Landschaftsmalers Niels Kruse und Tante der färöischen Schwimmerin Heidi Andreasen.
Sie besuchte 1971–1973 die Zeichenschule der Glyptothek in Kopenhagen bei Askou Jensen und 1973–1980 die Königlich Dänische Kunstakademie.
Seit 1975 nahm sie an diversen Ausstellungen auf den Färöern und in Dänemark teil, aber z. B. auch in Grönland (1999); USA (2000); Island (2001); Åland (2003); Norwegen, Hamburg (2006); Wien, Japan, Belgien (2008).
Sigrun Gunnardóttirs Werke hängen im Kunstmuseum der Färöer, bei der Landesregierung der Färöer und in vielen Kommunen, Pflegeheimen, Banken usw.
Anfangs malte sie, wie ihr Großvater, Landschaftsbilder. Seit den 1990ern vertiefte sie ihren religiösen Symbolismus, der in surrealistischen Werken zum Ausdruck kommt. Sie handeln von den großen Themen des Daseins: Geburt, Tod und Auferstehung.

## Bildbände
- From the Atlantic Edge, 2000
- Ausstellungskataloge vom Haus des Nordens, 2001, 2002, 2003, 2005